# Baie de Fort Pond
La baie de Fort Pond (en anglais Fort Pond Bay) est une baie située au large du détroit de Long Island, devant Montauk.